# Karin Hartmann

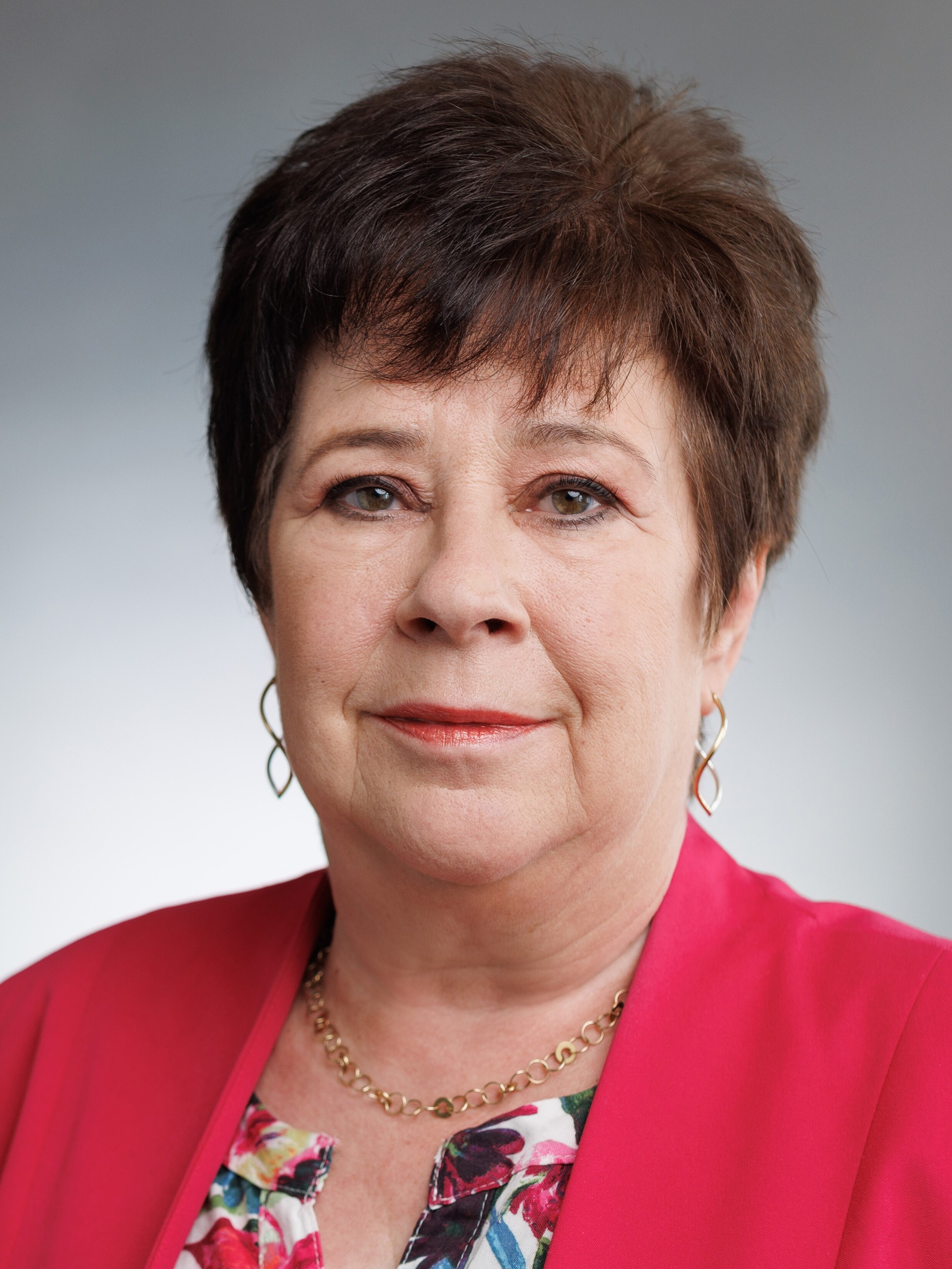
Karin Hartmann (2022)

Karin Hartmann (* 19. August 1959 in Heppenheim) ist eine ehemalige hessische Politikerin (SPD) und war von 1995 bis 2008 und von 2014 bis 2024 Abgeordnete des Hessischen Landtags.

## Ausbildung und Beruf
Nach dem Abitur im Jahr 1978 studierte Frau Hartmann von 1978 bis 1984 Soziologie, Volkswirtschaft und Psychologie und arbeitete anschließend als wissenschaftliche Mitarbeiterin und von 1985 bis 1995 als Geschäftsführerin der Kreistagsfraktion Bergstraße.

## Politik
Seit 1993 ist Frau Hartmann stellvertretende Unterbezirksvorsitzende der SPD Bergstraße.
Seit 1989 ist sie Mitglied der Gemeindevertretung Grasellenbach, dort seit 2006 Fraktionsvorsitzende und war in den Jahren 1993 bis 2006 und von 2011 bis 2016 Vorsitzende der Gemeindevertretung.
Seit dem Jahr 1993 ist sie Mitglied des Kreistags Bergstraße, dort seit 1993 stellvertretende Fraktionsvorsitzende und war von 2001 bis 2006 und seit 2011 stellvertretende Kreistagsvorsitzende.
Abgeordnete im Landtag war sie seit dem 5. April 1995 bis zur Landtagsauflösung im November 2008. Im Landtag war sie seit 5. April 2003 stellvertretende Vorsitzende des kulturpolitischen Ausschusses sowie einfaches Mitglied im Innenausschuss, Landesjugendhilfeausschuss, der Landespersonalkommission und Landessportkonferenz.
Bei der Landtagswahl in Hessen 2008 am 27. Januar 2008 trat Hartmann für den Wahlkreis Bergstraße Ost als Direktkandidatin an, unterlag jedoch Peter Stephan, dem Kandidaten der CDU. Bei der Landtagswahl am 18. Januar 2009 trat sie erneut als Direktkandidatin der SPD für den Wahlkreis Bergstraße Ost an, konnte diesen aber nicht gewinnen.
Bei der Landtagswahl in Hessen 2013 trat sie im Wahlkreis Bergstraße II an. Hier unterlag sie gegen Peter Stephan. Ihr gelang jedoch der Einzug in den Landtag über ein Listenplatz der Partei. Auch bei der Landtagswahl in Hessen 2018 konnte sie den Wahlkreis nicht direkt gewinnen, zog jedoch wieder über die Landesliste ihrer Partei in den Landtag ein. Bei der Landtagswahl in Hessen 2023 trat sie nicht wieder an, ihre Nachfolge übernahm Josefine Koebe.